# Hărman
Harman là một xã thuộc hạt Brașov, România. Dân số thời điểm năm 2002 là 4437 người.